# 2MASS J15472282-2139141
2MASS J15472282-2139141 ist ein Brauner Zwerg im Sternbild Waage. Er wurde 2008 von Nicolas Lodieu et al. entdeckt.
Er gehört der Spektralklasse L0 an. Seine Position verschiebt sich aufgrund seiner Eigenbewegung jährlich um 0,0172 Bogensekunden. 